# エルスウェア
有限会社エルスウェア（英: ELSEWARE, Ltd.）は、ゲームのシナリオ制作、小説執筆を主要業務とする日本の企業。

## 概要
1998年、ゲーム関係の企画・製作・編集業務を行っていた遊演体のスタッフらが独立し設立した会社で、遊演体に所属していた多くのプレイバイメールのマスターが移籍している。
設立者はプレイバイメール『蓬萊学園の冒険!』のグランドマスターとして名を馳せた柳川房彦（小説家の新城カズマと同一人物）だが、2013年に代表取締役社長を退き、取締役顧問に就任した。現在の代表取締役社長は小川楓。
具体的な業務は、コンシューマ、ソーシャルゲームの企画原案、世界設定、キャラクター設定、ゲームシナリオ制作、小説執筆（オリジナル／ノベライズ）、マンガ原作、雑誌企画および執筆、プレイバイメールやテーブルトークRPGの製作・運営などである。柳川房彦はこれらの業務を総じて「架空世界製造業」と呼んでいる。

## 作品

### ゲーム

#### コンシューマゲーム
- GROOVE ADVENTURE RAVE ～悠久の絆～（2002年1月）
- BLACK/MATRIX II（2002年4月）
- ヒカルの碁 平安幻想異聞録（2002年5月）
- テニスの王子様SWEAT & TEARS（2002年9月）
- ヒカルの碁 ～院生頂上決戦～（2002年12月）
- ラブひな ごーじゃす ～チラっとハプニング!!～（2003年5月）
- 恐怖新聞【平成版】～怪奇！心霊ファイル～（2003年8月）
- テニスの王子様SWEAT & TEARS 2（2003年9月）
- 探偵学園Q 奇翁館の殺意（2003年12月）
- マーメイドメロディー ぴちぴちピッチ ぴちぴちパーティ（2003年12月）
- あしたのジョー まっ白に燃え尽きろ！（2003年12月）
- 探偵学園Q 究極トリックに挑め！（2004年3月）
- カッパの飼い方How to breed kappas（2004年10月）
- テニスの王子様 ～RUSH&DREAM!～（2004年12月）
- 魔法先生ネギま! 1時間目～お子ちゃま先生は魔法使い!～（2005年1月）
- 聖闘士星矢　聖域十二宮編（2005年4月）
- 魔法先生ネギま! 2時間目～戦う乙女たち! 麻帆良大運動会SP!～（2005年7月）
- ネギま!? 3時間目 恋と魔法と世界樹伝説！（2006年11月）
- お姉チャンバラvorteX ～忌血を継ぐ者たち～（2006年12月）
- ネギま!? どりーむたくてぃっく 夢見る乙女はプリンセス（2007年4月）
- 涼宮ハルヒの戸惑（2008年1月）
- ギャラクシーエンジェルII 永劫回帰の刻（2009年3月）
- 一騎当千 XROSS IMPACT（2010年4月）
- とんがりボウシと魔法のお店（2010年11月）
- 君に届け 〜伝えるキモチ〜（2011年4月）
- ドクターロートレックと忘却の騎士団（2011年7月）
- とんがりボウシとおしゃれな魔法使い（2011年12月）
- 黒子のバスケ キセキの試合（ゲーム）（2012年8月）
- マジてん 〜マジで天使を作ってみた〜（2012年9月）
- とんがりボウシと魔法の町（2012年12月）
- ソードアート・オンライン -インフィニティ・モーメント-（2013年3月）
- 黒子のバスケ 勝利へのキセキ（2014年2月）
- ソードアート・オンライン -ホロウ・フラグメント-（2014年4月）
- アイドルマスター　ワンフォーオール（2014年5月）

#### ソーシャルゲーム
- ベルサイユのばらif ～幻想の日々～（2011年10月～）
- 神魔×継承!ラグナブレイク（2012年5月～）
- アヴァロンの騎士（2012年10月～）
- レジェンド オブ ディアボラス（2012年12月～）
- THE IDOLM@STER MILLION LIVE!（2013年2月～）
- ラグナブレイク・サーガ（2013年8月～）
- 連携×討伐！ドラゴンブレイク（2013年9月～）
- Wake Up, Girls! ステージの天使（2013年12月～）
- アイドリズム（IDOL-RISM）（2014年3月～）
- モンスターエッグアイランド（2014年4月～）
- アイドルマスター SideM（2014年～）

#### プレイバイメール
- 海賊王女の凱旋
- 狗狼伝承 ～放課後の旅人たち～
- パラダイス・トリガー ～ブリキの勲章～
- 特命転攻生evo. ～夜明けの学生証～
- BloodOpera 《赤》き聖餐よ、我らを誘え
- 運命準備委員会 Sommerbrautは寂かに告げる
- KINGS ～ペリュトーンの劍～
- どらごにっく★あわー！～竜を退治するだけの簡単なお仕事です～
- ゴースト・ダンス・ダンス・ダンス～偉人はいかにして幽霊になりしか～

#### テーブルトークRPG
- 特命転攻生
- 秘神大作戦

### 携帯電話向けコンテンツ
- 歴Q
- 12人の優しい殺し屋（2008年1月～2009年8月）
- ドラゴンヴェイン（2008年6月～）

### PCゲーム・コンテンツ
- GALAXY ANGEL Moonlit Lovers（2003年8月）
- ときめきメモリアルOnline（2005年）
- 映画『伝染歌』とマイクロソフト『Windows Live Hotmail』のキャンペーンサイト『伝染歌 × Windows Live Hotmail』（2007年9月）
- PCタイピングマスターソフト『ゾンビ打2　ザ・タイピング・オブ・ザ・デッド2』（2008年）

### 小説
- レジェンド・オブ・ドラグーン　セルディオ争乱（2000年）
- 特命転攻生〈人別帳は燃えているか？〉（2001年）
- 海の上はいつも晴れ　海原の緑宝石号出航（2003年）
- ぺとぺとさん（2004年3月）
- さよなら、ぺとぺとさん（2004年7月）
- ぴよぴよキングダム（2004年10月）
- ぴよぴよキングダム2　ときのしおり（2005年1月）
- かえってきた、ぺとぺとさん1　フーコの空（2005年7月）
- かえってきた、ぺとぺとさん2　まっくらやみのピィ（2005年8月）
- ぴよぴよキングダム3　あかりの国のあかり（2005年9月）
- ぺとぺとさんV（2006年1月）
- ジャンクル！（2006年4月）
- 串刺しヘルパーさされさん～呪われチルドレン～（2006年7月）
- 串刺しヘルパーさされさん2～呪われレボリューション～（2006年11月）
- 串刺しヘルパーさされさん3～呪われレジェンド～（2007年4月）
- 緋色のルシフェラーゼ 1（2007年11月）
- ふりふろ♪1～3（2007年7月～2008年4月）
- オオカミは懐かない!? 1～5/短編集（2007年6月～2009年7月）
- ふらぐ//ON! シナリオが破綻しています（2009年6月）
- お嬢様が、いけないことをたくらんでいます!1～3（2011年9月～2012年8月）
- 『上を見ちゃダメなんだからね！』1～2（2012年6月～）
- 『恋鬼譚』（2012年10月）
- 『地獄野球☆ワイルドウィッチーズ 美少女だらけのチームでプレイボール!?』（2012年12月）
- 機動戦士ガンダム MSV-R ザ・トラブルメーカーズ（2013年3月号～）

### 編集協力
- ライトノベル完全読本 シリーズ（2004～2005年）

### アニメ
- マギアレコード 魔法少女まどか☆マギカ外伝（2020年、脚本協力）

## 所属メンバー
- 柳川房彦
- 小川楓
- 羽田聖
- 孝岡春之介
- 藤城柊二
- 池梟リョーマ
- 高安慎吾